# Ante Nardelli
Antun Nardelli, detto Ante (Spalato, 15 aprile 1937 – Zagabria, 5 settembre 1995), è stato un pallanuotista jugoslavo con cittadinanza croata, vincitore di una medaglia d'argento alle olimpiadi di Tokyo 1964.